# ヤンキー★ロード
『ヤンキー★ロード』は、BOYS AND MENの1枚目のミニ・アルバム。2013年5月4日に所属事務所内のレーベルFortune Recordsよりリリースされたインディーズ作品である。
このアルバムのリリース後より、BOYS AND MENはアルバムジャケット写真の13人によるグループとなった。BOYS AND MENの大半の楽曲プロデュースを手掛けるYUMIKOが、アルバムの楽曲プロデュースおよび作詞（共作詞を含む）を担当した。

## 背景
2010年に結成され、名古屋を拠点にミュージカルの定期公演を行うグループとして始動したBOYS AND MENは、一方で初期からライブハウスでの定期公演やイベント出演などで音楽活動も行っていた。2011年8月、グループのその後の活動スタイルである“ヤンキー”の原点となる、ヤンキー高校生を主人公としたミュージカル『ホワイト☆タイツ』の上演を開始。このプロモーションのために主演メンバー5名によるユニット・YanKee5が結成され、2012年2月、このユニットが歌う『ホワイト☆タイツ』劇中歌「バリバリ☆ヤンキーロード」を表題曲としたシングルでCDデビューした。同時期に別の5人組派生ユニット・誠が結成され、7月にYanKee5と誠のそれぞれの楽曲による両A面シングル「変わらないStory/READY×READY!」をリリース。このアルバムは、そこから約10か月ぶりのCDで、初のアルバムリリースである。
アルバムジャケットで着用しているヤンキー風学ラン衣装は、このアルバムのリリースにあたり新調されたもので、収録曲「ヤンファイソーレ」に由来した「ソーレ学ラン」という通称がある。YanKee5はこれまでに2度の学ランのリニューアルを経ている。爽やか系のユニットであり、それまではヤンキー風の衣装を用いていなかった誠、およびチームSのメンバーは初めてオリジナルの学ラン姿が披露され、グループ全体での「ヤンキースタイル」がここで完成した。9thシングル「グッジョブ! ムチューマン/未完成パズル。」リリース時（2014年11月）に「和学ラン」として新調されるまで、この「ソーレ学ラン」姿がBOYS AND MENの基本スタイルとなった。

## アルバム参加メンバー
この時期のグループ在籍人数は約20人と言及されていたが、アルバムクレジットに記載されているメンバー（ジャケット写真と同一）は以下の13名。この13名はそのまま、2013年後期から約1年間続いた13人組時代のメンバーである。
- 水野勝・田中俊介・辻本達規・小林豊・田村侑久（以上、派生ユニット・YanKee5のメンバー）
- 本田剛文・勇翔・若菜太喜・平松賢人・土田拓海・吉原雅斗（以上、派生ユニット・誠のメンバー）
- 佐伯優斗・吉川友真（以上、ユニット・チームSのメンバー）

リリース時に在籍メンバーであった近藤佑哉、ファビオ、清水天規の3名、およびリリースの5日前に卒業した小林亮太（以上、すべてチームSのメンバー）らは、アルバムクレジットに記載はない。

## 構成、楽曲
全7曲を収録、全て新曲である。
1曲目の「NO LIMIT」は、オーバーチュアとして用いられているインストゥルメンタル・ナンバー。「ヤンファイソーレ」は、デビュー曲「バリバリ★ヤンキーロード」に続く“ヤンキースタイルの代表曲”を目指して作られ、代表曲・人気曲のひとつとなった。「夢のカタチ」は、誠に吉原が加わり、新たに6人体制となって発表された曲である。コミカルな「ヤンキー体操」は、子供たちに踊ってほしいという狙いがあり、2014年3月よりCBCテレビの情報番組『ゴゴスマ -GO GO!Smile!-』の中で幼稚園・保育園を巡る同名のコーナーが開始された。「Stand Up」は、リリース時にはまだユニット名が決定していなかった、2013年人気投票1位・2位の田村と田中によるユニット・NO IDEAの楽曲。バラード曲「Candor」は、2015年の日本ガイシホール1万人ライブではアンコール前のラストナンバーとして披露された。
「ヤンファイソーレ」・「夢のカタチ」・「ヤンキー体操」の3曲は、ミュージック・ビデオが制作されており、これらは全て2013年9月にFortune Recordsより発売されたDVD『PV COLLECTION 1』、2015年7月にポニーキャニオンから発売されたその新装版『PV COLLECTION 1&2』に収録されている。『PV COLLECTION 1&2』リリース時のインタビューにおいて、メンバーは「ヤンキー体操」について、「この時期はもっとヤンキーヤンキーしていたグループだった。で、この曲はちょうど迷走期だった。」、「この時期にもっと売れている状態でこういうことをやっていたら、きっと批判する人も出たと思う。だけど、あの時だからできた。」と述べている。

## 収録曲
| #         | タイトル                                     | 作詞             | 作曲       | 編曲               | 時間  |
| --------- | -------------------------------------------- | ---------------- | ---------- | ------------------ | ----- |
| 1.        | 「NO LIMIT」(instrumental)                   | —                | 鈴木一史   | 野村真生・鈴木一史 | 0:49  |
| 2.        | 「ヤンファイソーレ」(YanKee5)                | YUMIKO・上間エイ | 福井元気   | 浦田尚克           | 3:28  |
| 3.        | 「夢のカタチ」(誠)                           | YUMIKO           | 原田アツシ | 野村真生           | 4:00  |
| 4.        | 「Voyage」(BOYS AND MEN)                     | YUMIKO・上間エイ | 小内喜文   | 小内喜文           | 4:47  |
| 5.        | 「ヤンキー体操」(本田剛文・辻本達規・小林豊) | YUMIKO           | 野村真生   | 野村真生           | 1:39  |
| 6.        | 「Stand Up」(田村侑久・田中俊介)             | YUMIKO           | 原田アツシ | 原田アツシ         | 3:43  |
| 7.        | 「Candor」(BOYS AND MEN)                     | YUMIKO           | 原田アツシ | 原田アツシ         | 4:26  |
| 合計時間: | 合計時間:                                    | 合計時間:        | 合計時間:  | 合計時間:          | 22:52 |

作詞・作曲・編曲：

## メディアでの使用
「ヤンファイソーレ」は、2014年4月より中京テレビで放送されたBOYS AND MEN初の冠レギュラー番組『ボイメン☆騎士』のオープニング・テーマとして使用された。「夢のカタチ」は、高校野球愛知大会DVDのイメージソング、「大須商店街おもてなし感謝祭」のCMソングに起用された。
『ゴゴスマ -GO GO!Smile!-』内コーナーで使用された「ヤンキー体操」は、このアルバムに収録されたものではなく、歌詞の一部を変更した新バージョン「〜ボイメンおにいさんとおどろう〜ヤンキー体操」（7thシングル「シャウッティーナ/Lovely Monster」に収録）である。